# Amaxia bella
Amaxia bella là một loài bướm đêm thuộc phân họ Arctiinae, họ Erebidae.